# بیشه (فیلم)
بیشه (انگلیسی: The Thicket) یک فیلم جنایی و وسترن آمریکایی محصول سال ۲۰۲۴ به کارگردانی الیوت لستر و نویسندگی کریس کلی است. این فیلم اقتباسی از رمان سال ۲۰۱۳ جو آر لانسدال است. پیتر دینکلیج، جولیت لوئیس، اسمه کرید مایلز، لوون هاوک، اندرو شولز، جیمز هتفیلد، لسلی گریس و بنگا آکینابه در این فیلم ایفای نقش کرده‌اند.

## داستان
جوانی ساده به نام جک برای نجات خواهرش لولا که توسط قاتلی خشن به نام کات تروت بیل و گروهش ربوده شده است، به یک ماجراجویی خطرناک قدم می‌گذارد. حال جک برای نجات جان خواهرش، از یک شکارچی جایزه‌بگیر ماهر به نام رجینالد جونز، کمک می‌گیرد.

## ساخت
فیلمبرداری در ۱ مارس در کلگری، کانادا آغاز شد و در ۳۰ مارس ۲۰۲۳ به پایان رسید.

## انتشار
توبی کورپوریشن حقوق ایالات متحده و کانادا را زمانی که به عنوان یکی از سرمایه گذاران به آن ملحق شد به دست آورد، در حالی که صرافی توزیع بین‌المللی را انجام می‌دهد. در ۶ سپتامبر ۲۰۲۴ توسط ساموئل گلدوین فیلمز در ایالات متحده اکران شد. علاوه بر این، این فیلم اولین حضور فرانسوی خود را در جشنواره فیلم آمریکایی دوویل در ۸ سپتامبر ۲۰۲۴ داشت.

## بازخوردها
در وب‌سایت جمع‌آوری نقد راتن تومیتوز بر اساس رای ۲۱ نقد منتقد، با میانگین امتیاز ۷٫۲ از ۱۰ مثبت است.